# Вербное (Белгородская область)
Вербное (до 1968 года — Дуровка) — село в Красненского района Белгородской области России. Входит в состав Готовского сельского поселения.

## География
Находится в северо-восточной части  региона, в лесостепной зоне, в пределах юго-западных отрогов Орловско-Курского плато Среднерусской возвышенности, у реки Камышенка.

### Климат
Климат характеризуется как умеренно континентальный, с относительно мягкой зимой и тёплым продолжительным летом. Среднегодовая температура воздуха — 6,1 °C. Средняя температура воздуха самого холодного месяца (января) — −8,3 °C (абсолютный минимум — −36 °C); самого тёплого месяца (июля) — 20,4 °C (абсолютный максимум — 38 °C). Годовое количество атмосферных осадков составляет 504 мм, из которых 350 мм выпадает в период с апреля по октябрь.

## История
Возникло на рубеже XVII—XVIII веков. По переписи работных людей 1710 г., в деревне Дуровке 15 дворов.
В 1968 г. Указом президиума ВС РСФСР село Дуровка переименовано в Вербное.

## Население
| 1859 | 2002 | 2010 |
| ---- | ---- | ---- |
| 444  | ↘124 | ↘102 |

## Инфраструктура
Личное подсобное хозяйство.
Основа экономики — сельское хозяйство.

## Транспорт
Село доступно автотранспортом.